# Selección de críquet de Argentina

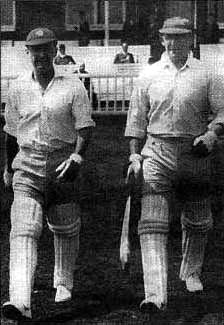
Jugadores argentinos de críquet en 1949.

La selección de críquet de Argentina es el equipo que representa al país de Argentina en los partidos internacionales de críquet. El equipo es actualmente miembro asociado del International Cricket Council y entrenado por Steven Kruger

## Historia
El críquet es jugado en la Argentina desde 1806, por influencia del ejército británico durante la toma de Buenos Aires en la Primera Invasión Inglesa. En primer partido de la selección nacional se realizó en 1868 contra Uruguay.
El deporte ganó algo de popularidad debido a la participación del equipo nacional masculino en la Liga Mundial de Cricket y en los torneos regionales, y del seleccionado femenino en el campeonato ICC de las Américas.
El primer partido internacional se llevó a cabo contra Uruguay en 1868. Además, los primeros equipos estaban compuestos casi exclusivamente por expatriados británicos que trabajaban en su mayoría en los ferrocarriles, en las exportaciones o en la agricultura.